# Bivolare, Plevna
Bivolare (în bulgară Биволаре) este un sat în comuna Dolna Mitropolia, regiunea Plevna,  Bulgaria. 

## Demografie
Componența etnică a satului Bivolare
     Bulgari (83,02%)
     Turci (6,62%)
     Nicio identificare (10,35%)
     Altele (0%)
La recensământul din 2011, populația satului Bivolare era de 589 locuitori. Din punct de vedere etnic, majoritatea locuitorilor (83,02%) erau bulgari, cu o minoritate de turci (6,62%). Pentru 10,35% din locuitori nu este cunoscută apartenența etnică.